# Gustaw Eriksson Waza

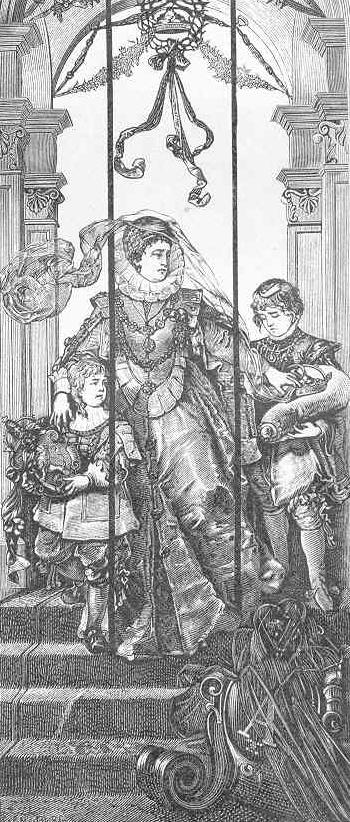
Fragment witraża katedry w Turku z lat 70. XIX w. przedstawiający Katarzynę Månsdotter wraz z dwojgiem jej dzieci Sygrydą i Gustawem.

Gustaw Eriksson Waza (ur. 28 stycznia 1568 w Nyköping, zm. 22 lutego 1607 w Kaszynie) – królewicz szwedzki, syn Eryka XIV i Katarzyny Månsdotter, następca szwedzkiego tronu w 1568.

## Pierwsze lata na wygnaniu
Gustaw Eriksson urodził się jako następca tronu, lecz gdy miał zaledwie 8 miesięcy, jego ojciec – Eryk XIV został zdetronizowany i uwięziony przez swojego przyrodniego brata Jana. W 1569 zgromadzenie stanów zdecydowało o bezpowrotnym odebraniu Erykowi XIV i jego potomkom prawa do szwedzkiej korony. Po śmierci Eryka XIV w 1577, Jan III obawiając się wykorzystania Gustawa Erikssona przez zwolenników byłego króla do obalenia jego rządów, skazał młodego księcia na wygnanie.
Na prośbę żony Jana III – Katarzyny Jagiellonki, Gustaw Eriksson został oddany na wychowanie do jej siostry Anny – królowej Polski. Przez pewien czas przebywał na dworze królowej na Mazowszu. W Polsce jednak żył w ubóstwie. Nauki pobierał u Jezuitów w Braniewie, Toruniu i Wilnie. W międzyczasie przyjął wiarę rzymskokatolicką. W 1586 wyjechał do Rzymu. Był już wówczas dobrze wykształcony. Znał wiele języków, jak również astrologię, chemię i medycynę. O jego chemicznym talencie dowiedział się cesarz Rudolf II, który zaproponował mu wspólne eksperymenty alchemiczne. Gustaw opuścił Rzym i przeniósł się na Morawy, a następnie na Śląsk czynnie uczestnicząc w pracach cesarza Rudolfa jednocześnie pogłębiając własną wiedzę.
Swoje marzenie o spotkaniu z matką zrealizował tylko raz w 1596. Do spotkania doszło w Rewlu (dzisiejszy Tallinn), lecz miało ono nieoczekiwany przebieg, gdyż okazało się, że Gustaw zapomniał języka ojczystego. Mieszkał wówczas w Toruniu gdzie przebywał do 1599.

## Pobyt w Rosji
W 1599 w Szwecji panowało bezkrólewie. Riksdag zdetronizował króla Zygmunta, a Naczelnik Państwa, de facto regent – książę Karol Sudermański jeszcze nie został obrany królem. Kraj był pochłonięty przygotowaniami do wojny z Polską, a szlachta była podzielona na zwolenników i przeciwników księcia Karola. Tę sytuację chciał wykorzystać car rosyjski Borys Godunow posługując się Gustawem Erikssonem jako narzędziem intryg politycznych. Nie wykluczał nawet osadzenia Gustawa na szwedzkim tronie zwiększając tym samym swoje wpływy w Skandynawii. Borys Godunow zaprosił Gustawa Erikssona do Moskwy obiecując mu rękę swojej córki Kseni (1582–1622), jak również cztery miasta w tym Kaługę. Gdy jednak zorientował się, że Gustaw jest człowiekiem słabym, pozbawionym ambicji politycznych, a ponadto odmówił przyjęcia religii prawosławnej, zerwał zaręczyny z córką i zabronił Gustawowi opuszczania Rosji. Nie otrzymał on również Kaługi, ale w ramach rekompensaty za zerwanie zaręczyn dostał w lenno miasto Uglicz. Ostatecznie zamieszkał w Kaszynie, gdzie zmarł przeżywszy 39 lat.

## Życie prywatne
Przez wiele lat sądzono, że Gustaw Eriksson był żonaty z urodzoną na Śląsku Britą Karth (ur. 1568, zm. po 1594), z którą miał czworo dzieci. Obecnie wiadomo, że te informacje zostały spreparowane przez fałszerza dokumentów historycznych barona Adolfa Ludwika Stiernelda (1755–1835), a Brita Karth i jej potomstwo są postaciami fikcyjnymi. Głównym celem tych fałszerstw było przekonanie opinii publicznej o pochodzeniu Stiernelda od Wazów. Gustaw Eriksson najprawdopodobniej nigdy jednak nie ożenił się i zmarł bezpotomnie.
Rzekome dzieci Gustawa Erikssona Wazy z Britą Karth;
- Laurentius (lub Lars) Karthenski Eldh (1586–1660), od którego miał się wywodzić rodowód Stiernelda.
- Eryk (ur. 1588)
- Karol Gustaw (ur. ok. 1590)
- Katarzyna Sygryda (ur. ok. 1592)

## Portret w Gripsholm

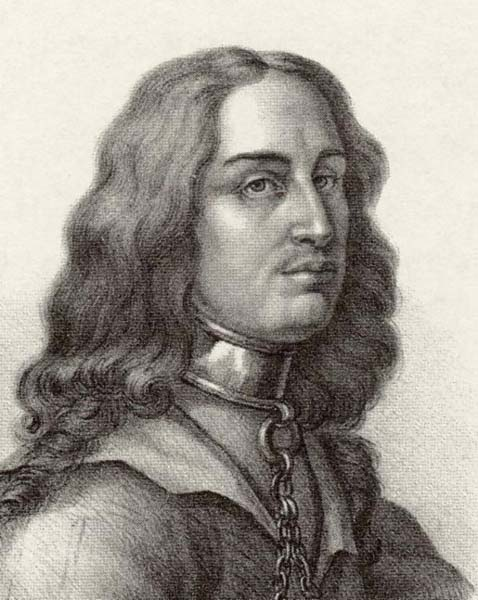
Portret w Gripsholm

Nie istnieje żaden autentyczny portret Gustawa Erikssona. W założonej przez Adolfa Ludwika Stiernelda „Państwowej Kolekcji Portretów” na zamku Gripsholm jest obraz przedstawiający mężczyznę w obroży. Stierneld twierdził, że ten portret został zakupiony przez jego ojca w Polsce i przedstawia Gustawa Erikssona Wazę. Dziś wiadomo, że jest to dzieło Abrahama Wuchtersa i powstało wiele lat po śmierci Gustawa Erikssona. Portret przedstawia niewolnika, który prawdopodobnie jest jedynie obiektem wyobraźni artysty.

## Wykorzystanie postaci w literaturze
- Lorenzo Hammarsköld, dramat – Prins Gustav
- Johan Börjesson, dramat – Syn Eryka XIV
- Jadwiga Żylińska, powieść – Gwiazda spadająca
- Elena Weltman – Приключения королевича Густава Ириковича, жениха царевны Ксении Годуновой
- Mika Waltari, powieść – Karin, córka Monsa